# Claudia Burkart
Claudia Inés Burkart (Buenos Aires, 22 febbraio 1980) è una hockeista su prato argentina.

## Palmarès

### Olimpiadi
- 2 medaglie:
  - 2 bronzi (Atene 2004; Pechino 2008)

### Mondiali
- 3 medaglie:
  - 2 ori (Perth 2002; Rosario 2010)
  - 1 bronzo (Madrid 2006)

### Champions Trophy
- 7 medaglie:
  - 4 ori (Amstelveen 2001; Mönchengladbach 2008; Sydney 2009; Nottingham 2010)
  - 2 argenti (Macao 2002; Quilmes 2007)
  - 1 bronzo (Rosario 2004)

### Giochi panamericani
- 2 medaglie:
  - 2 ori (Santo Domingo 2003; Rio de Janeiro 2007)

### Coppa panamericana
- 2 medaglie:
  - 2 ori (Kingston 2001; Bridgetown 2004)